# Cretaquarium
Cretaquarium (gr. Ενυδρείο Κρήτης, „akwarium Kreta”) lub Thalassocosmos (gr. Θαλασσόκοσμος, „morski świat”) – akwarium publiczne zlokalizowane w pobliżu miejscowości Gournes na greckiej wyspie Kreta, 15 km na wschód od miasta Heraklion.
W akwarium znajduje się 2500 zwierząt morskich z 250 różnych gatunków. Powierzchnia obiektu to 1600 m², a objętość zbiorników wodnych to 1 700 000 litrów.
Obiekt mieści się w budynkach przebudowanych po dawnej bazie wojsk USA.

## Galeria

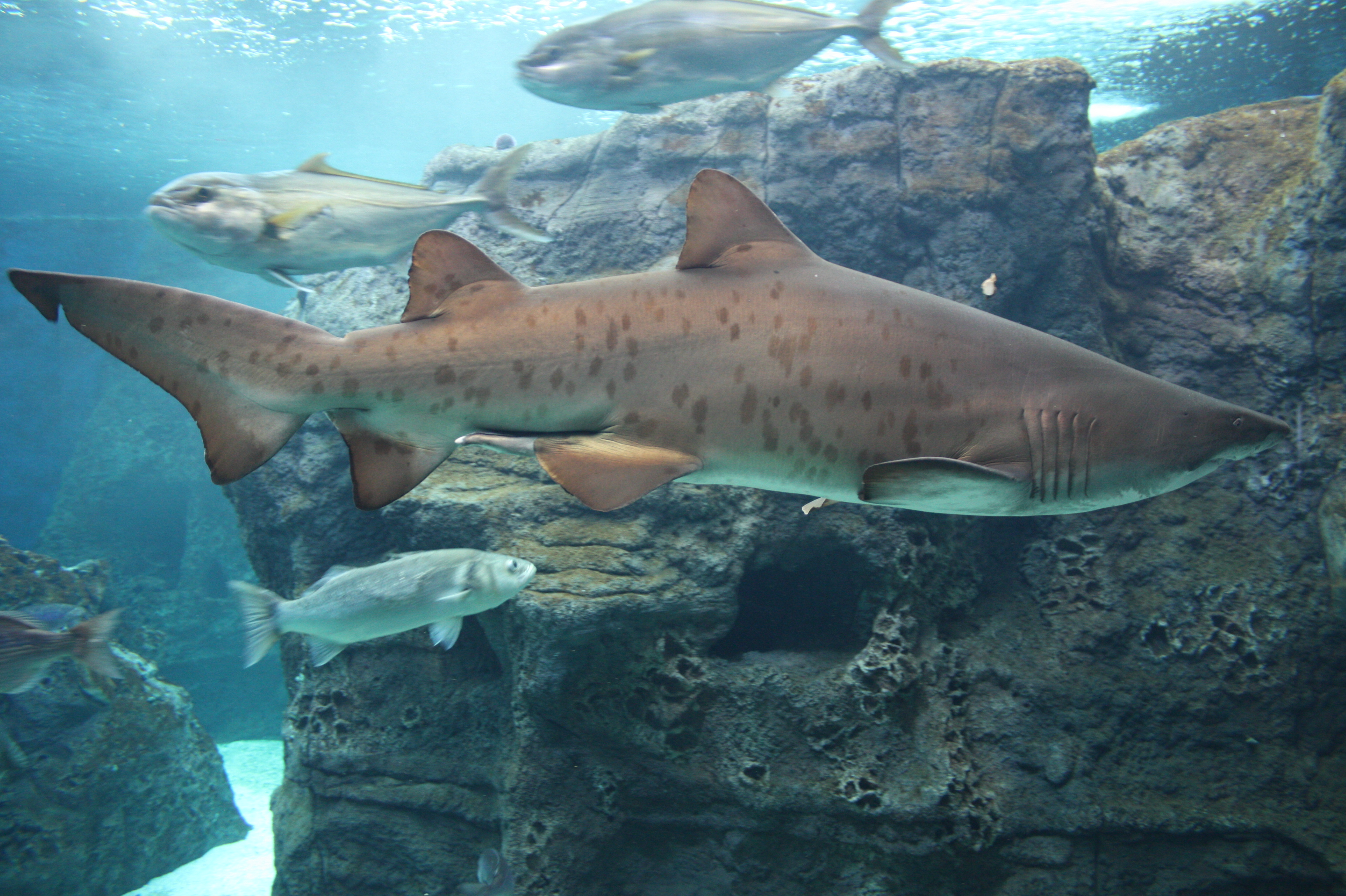
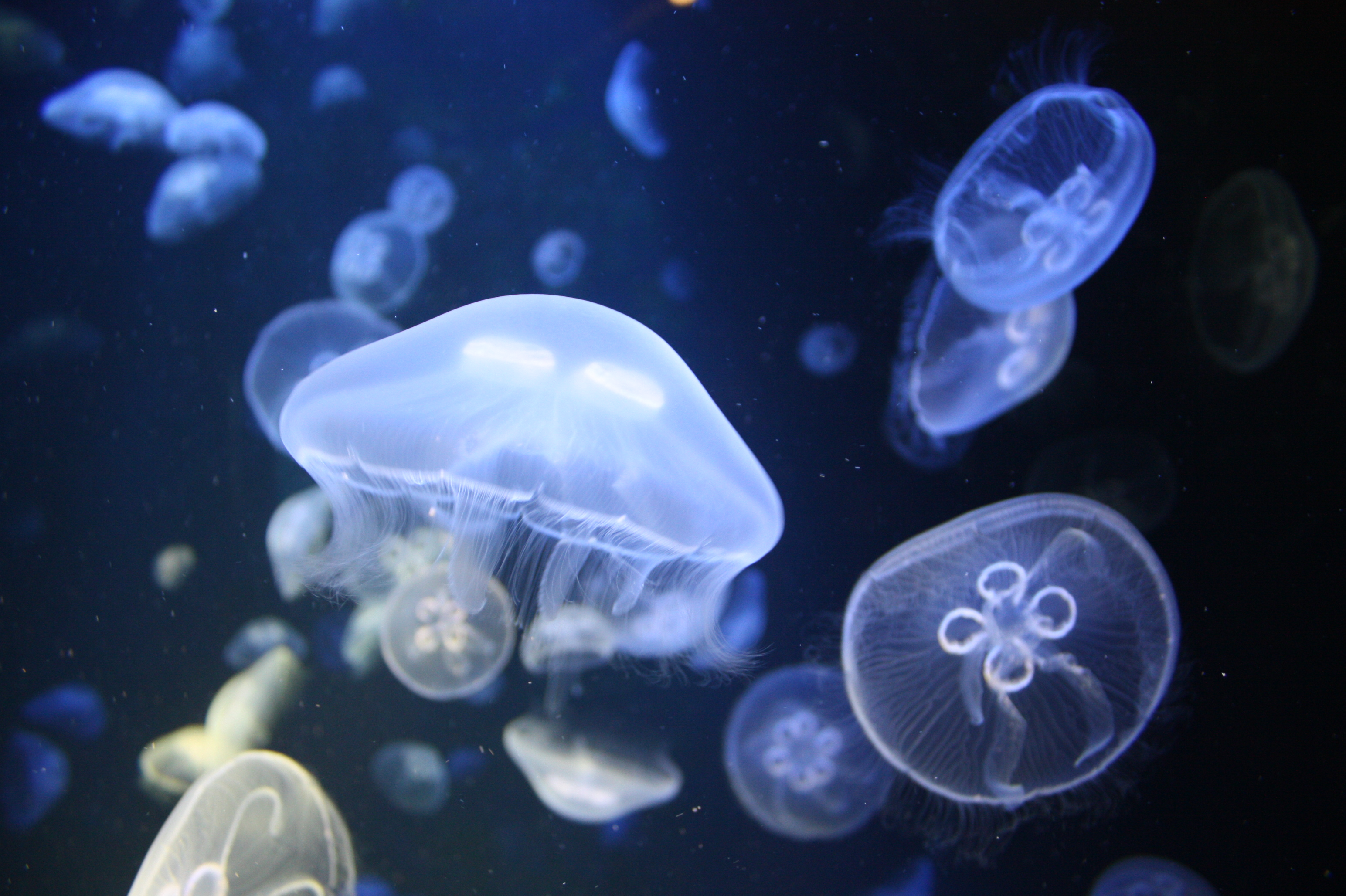
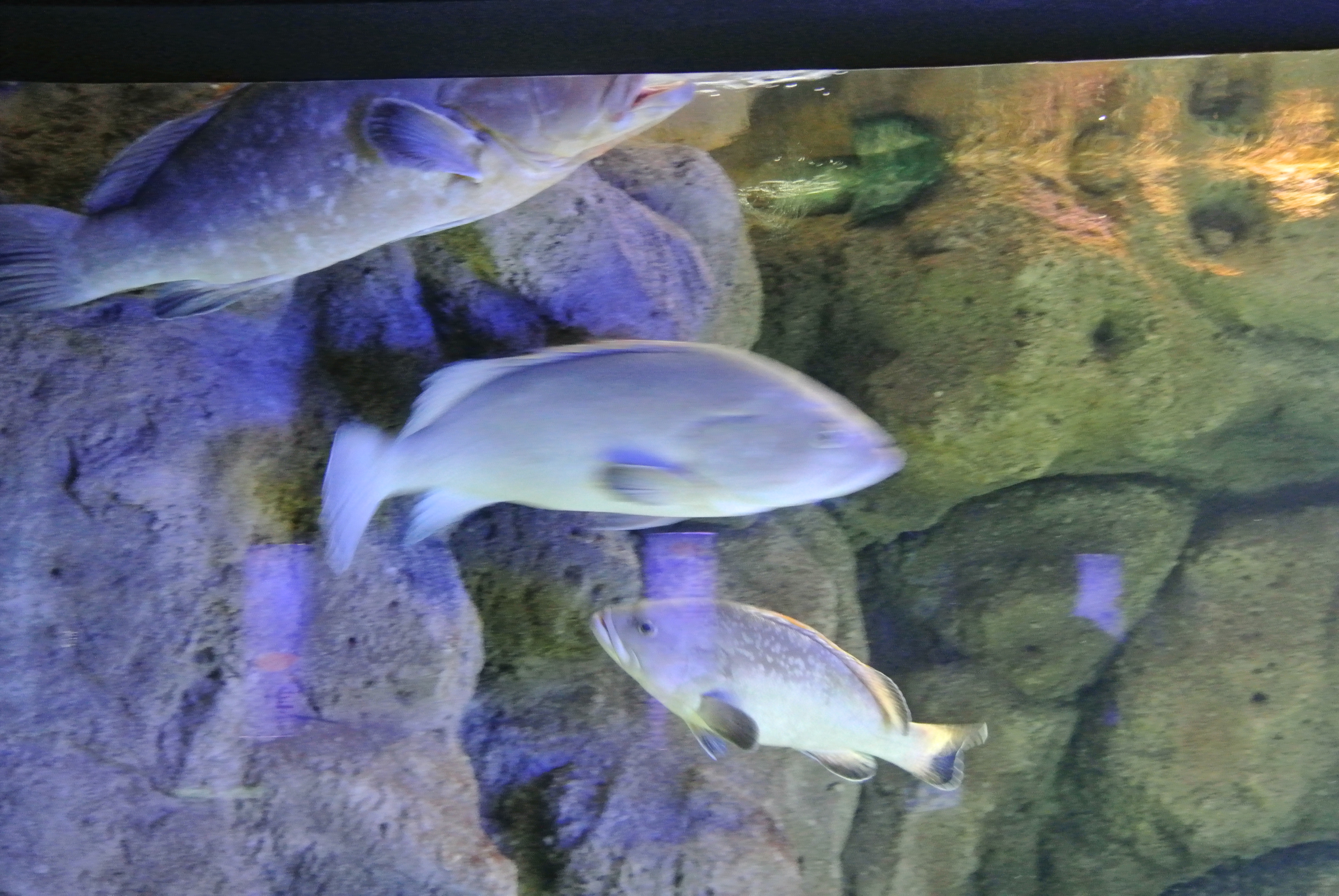
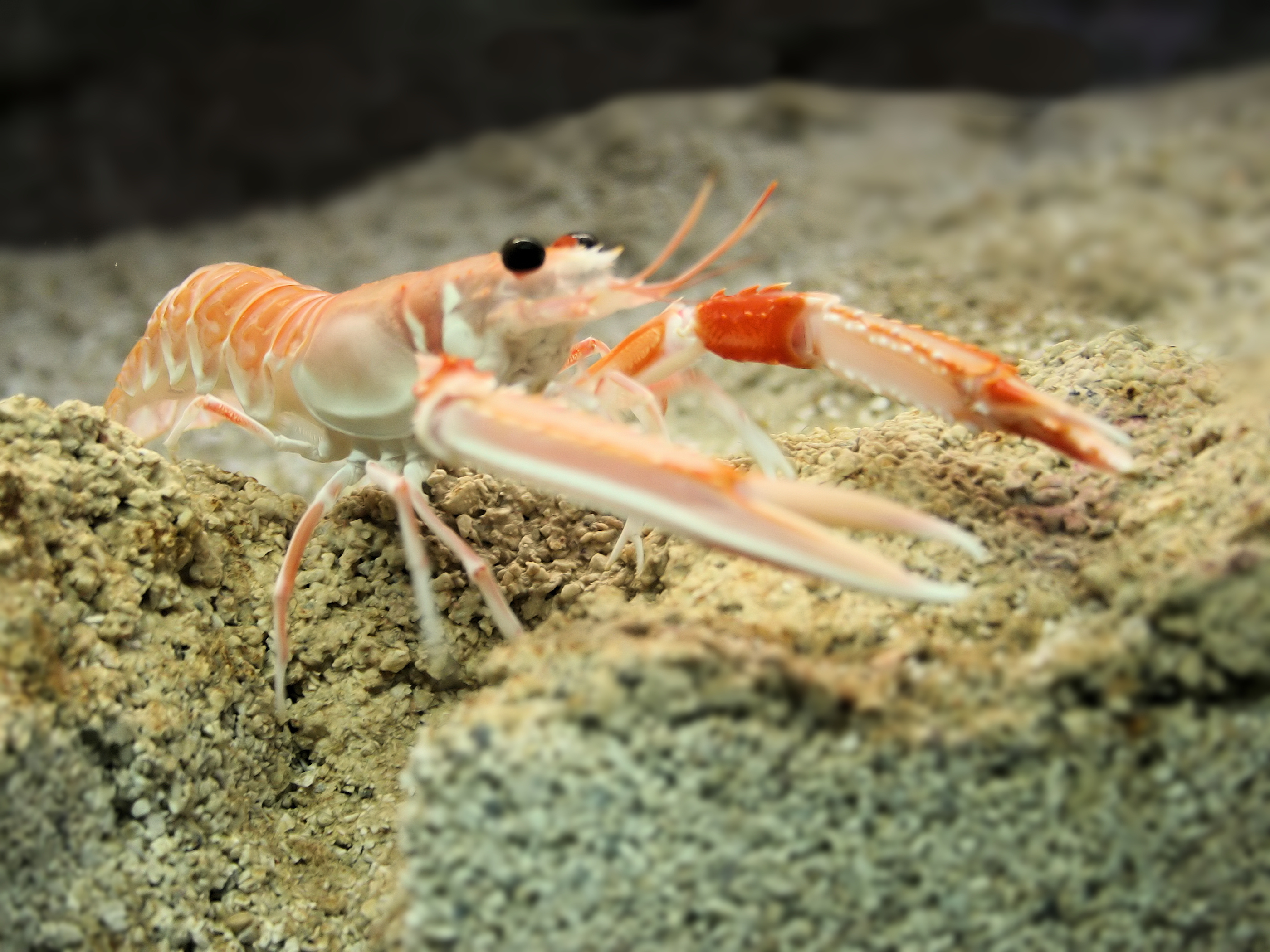